# Liste des codes postaux canadiens débutant par V
| Flag of Canada | Codes postaux canadiens |    |    |    |    |    |    |    |    |    |    |    |    |    |    |       |    |
| \| NL \| NS \| PE \| NB \| QC \| QC \| QC \| ON \| ON \| ON \| ON \| ON \| MB \| SK \| AB \| BC \| NU/NT \| YT \| \| A \| B \| C \| E \| G \| H \| J \| K \| L \| M \| N \| P \| R \| S \| T \| V \| X \| Y \| |                         |    |    |    |    |    |    |    |    |    |    |    |    |    |    |       |    |
| NL | NS                      | PE | NB | QC | QC | QC | ON | ON | ON | ON | ON | MB | SK | AB | BC | NU/NT | YT |
| A | B                       | C  | E  | G  | H  | J  | K  | L  | M  | N  | P  | R  | S  | T  | V  | X     | Y  |

## Colombie-Britannique- 190RTA
| V0A Région de Upper Columbia (Golden)                                         | V1A Kimberley          | V2A Penticton                  | V3A Langley                                                                 | V4A Surrey Sud-ouest       | V5A Burnaby (Government Road / Lake City / SFU / Burnaby Mountain)                                          | V6A Vancouver (Strathcona / Chinatown / Downtown Eastside)                                                                | V7A Richmond Sud                      | V8A Powell River                                                       | V9A Esquimalt Forces canadiennes (Direction des Forces Maritimes) |
| V0B Est de Kootenays (Fernie)                                                 | V1B Vernon Est         | V2B Kamloops Nord-ouest        | V3B Port Coquitlam Centre                                                   | V4B White Rock             | V5B Burnaby (Parkcrest-Aubrey / Ardingley-Sprott)                                                           | V6B Vancouver (NE Centre-ville / Gastown / Harbour Centre / Chinatown, Village International / Victory Square / Yaletown) | V7B Richmond (Sea Island / YVR)       | V8B Squamish                                                           | V9B Highlands                                                     |
| V0C Nord de la (Colombie-Britannique)\| (Fort Nelson)                         | V1C Cranbrook          | V2C Kamloops Centre et Sud-est | V3C Port Coquitlam Sud                                                      | V4C Delta Nord-est         | V5C Burnaby (Burnaby Heights / Willingdon Heights / West Central Valley)                                    | V6C Vancouver (Waterfront / Coal Harbour / Canada Place)                                                                  | V7C Richmond Nord-ouest               | V8C Kitimat                                                            | V9C Metchosin                                                     |
| V0E Centre de Okanagan et High Country (Revelstoke)                           | V1E Salmon Arm         | V2E Kamloops Sud et Ouest      | V3E Port Coquitlam Nord                                                     | V4E Delta Est              | V5E Burnaby (Lakeview-Mayfield / Richmond Park / Kingsway-Beresford)                                        | V6E Vancouver (SE West End / Davie Village)                                                                               | V7E Richmond Sud-ouest                | V8E Non assigné                                                        | V9E Saanich Ouest                                                 |
| V0G Ouest de Kootenays (Rossland)                                             | V1G Dawson Creek       | V2G Williams Lake              | V3G Abbotsford Est                                                          | V4G Delta Centre-est       | V5G Burnaby (Cascade-Schou / Douglas-Gilpin)                                                                | V6G Vancouver (NO West End / Stanley Park)                                                                                | V7G North Vancouver Extérieur Est     | V8G Terrace                                                            | V9G Ladysmith                                                     |
| V0H Sud de Okanagan (Summerland)                                              | V1H Vernon Ouest       | V2H Kamloops Nord              | V3H Port Moody                                                              | V4H Non assigné            | V5H Burnaby (Maywood / Marlborough / Oakalla / Windsor)                                                     | V6H Vancouver (Ouest de Fairview / Granville Island / NE Shaughnessy)                                                     | V7H North Vancouver Intérieur Est     | V8H Non assigné                                                        | V9H Campbell River Extérieur                                      |
| V0J Omineca et Yellowhead (Smithers)                                          | V1J Fort St. John      | V2J Quesnel                    | V3J Coquitlam North                                                         | V4J Non assigné            | V5J Burnaby (Suncrest / Sussex-Nelson / Clinton-Glenwood / Ouest de Big Bend)                               | V6J Vancouver (NO Shaughnessy / Est de Kitsilano / Quilchena)                                                             | V7J North Vancouver Centre-est        | V8J Prince Rupert                                                      | V9J Courtenay Extérieur Nord                                      |
| V0K Cariboo et Ouest d'Okanagan (100 Mile House)                              | V1K Merritt            | V2K Prince George Nord         | V3K Coquitlam Sud                                                           | V4K Delta Nord-ouest       | V5K Vancouver (Nord de Hastings-Sunrise)                                                                    | V6K Vancouver (Centre de Kitsilano / Greektown)                                                                           | V7K North Vancouver Centre-nord       | V8K Île Saltspring                                                     | V9K Qualicum Beach                                                |
| V0L Chilcotin (Alexis Creek)                                                  | V1L Nelson             | V2L Prince George Centre-est   | V3L New Westminster Nord-est                                                | V4L Delta Sud-est          | V5L Vancouver (Nord de Grandview- Woodland)                                                                 | V6L Vancouver (NO Arbutus Ridge / NE Dunbar- Southlands)                                                                  | V7L North Vancouver Centre-sud        | V8L Sidney (Inclus YYJ)                                                | V9L Duncan                                                        |
| V0M Région de Harrison Lake (Agassiz)                                         | V1M Langley Nord       | V2M Prince George West Central | V3M New Westminster Sud-ouest (Inclus Annacis Island)                       | V4M Delta Sud-ouest        | V5M Vancouver (Sud de Hastings-Sunrise / Nord de Renfrew- Collingwood)                                      | V6M Vancouver (Sud de Shaughnessy / NO Oakridge / NE Kerrisdale / SE Arbutus Ridge)                                       | V7M North Vancouver Centre Sud-ouest  | V8M Saanich                                                            | V9M Comox                                                         |
| V0N North Island, Sunshine Coast, et Southern Gulf Islands (Whistler)         | V1N Castlegar          | V2N Prince George South        | V3N Burnaby (Est de Big Bend / Stride Avenue / Edmonds / Cariboo-Armstrong) | V4N Surrey Northeast       | V5N Vancouver (Sud de Grandview- Woodland / NE Kensington-Cedar Cottage)                                    | V6N Vancouver (Ouest de Kerrisdale / Sud de Dunbar- Southlands / Musqueam)                                                | V7N North Vancouver Centre Nord-ouest | V8N Saanich Est                                                        | V9N Courtenay Centre                                              |
| V0P Centre-nord de l'Île et Région de Bute Inlet (Gold River)                 | V1P Kelowna Est        | V2P Chilliwack Centre          | V3P Non assigné                                                             | V4P Surrey Sud             | V5P Vancouver (SE Kensington-Cedar Cottage / Victoria- Fraserview)                                          | V6P Vancouver (SE Kerrisdale / SO Oakridge / Ouest de Marpole)                                                            | V7P North Vancouver Sud-ouest         | V8P Saanich Sud-est (Université de Victoria)                           | V9P Parksville                                                    |
| V0R Centre de l'Île (Chemainus)                                               | V1R Trail              | V2R Chilliwack West            | V3R Surrey North                                                            | V4R Maple Ridge Nord-ouest | V5R Vancouver (Sud de Renfrew- Collingwood)                                                                 | V6R Vancouver (Ouest de Kitsilano / West Point Grey / Jericho)                                                            | V7R North Vancouver Nord-ouest        | V8R Oak Bay Nord                                                       | V9R Nanaimo Sud                                                   |
| V0S Rive de Juan de Fuca (Port Renfrew)                                       | V1S Kamloops Sud-ouest | V2S Abbotsford Sud-est         | V3S Surrey Est                                                              | V4S Mission Ouest          | V5S Vancouver (Killarney)                                                                                   | V6S Vancouver (NO Dunbar- Southlands / Chaldecutt / Sud de University Endowment Lands)                                    | V7S West Vancouver Nord               | V8S Oak Bay Sud                                                        | V9S Nanaimo Centre                                                |
| V0T Passage Intérieur et Détroit de la Reine-Charlotte (Queen Charlotte City) | V1T Vernon Centre      | V2T Abbotsford Sud-ouest       | V3T Surrey Intérieur Nord-ouest                                             | V4T Westbank               | V5T Vancouver (Est de Mount Pleasant)                                                                       | V6T Vancouver (UBC) | V7T West Vancouver Sud-est            | V8T Victoria North                                                     | V9T Nanaimo (Nord / Wellington / Northfield / Departure Bay)      |
| V0V Lower Skeena (Port Edward)                                                | V1V Kelowna Nord       | V2V Mission Est                | V3V Surrey Extérieur Nord-ouest                                             | V4V Winfield               | V5V Vancouver (Ouest de Kensington-Cedar Cottage / NE Riley Park- Little Mountain)                          | V6V Richmond Northeast | V7V West Vancouver Sud                | V8V Victoria South                                                     | V9V Nanaimo Nord-ouest                                            |
| V0W Région d'Atlin (Atlin)                                                    | V1W Kelowna Sud-ouest  | V2W Maple Ridge Est            | V3W Surrey Haut Ouest                                                       | V4W Langley Est            | V5W Vancouver (SE Riley Park- Little Mountain / SO Kensington-Cedar Cottage / NE Oakridge / Nord de Sunset) | V6W Richmond Southeast | V7W West Vancouver Ouest              | V8W Victoria Centre Gouvernement provincial de la Colombie-Britannique | V9W Campbell River Centre                                         |
| V0X Similkameen (Hope)                                                        | V1X Kelowna Centre-est | V2X Maple Ridge Ouest          | V3X Surrey Bas Ouest                                                        | V4X Abbotsford Ouest       | V5X Vancouver (SE Oakridge / Est de Marpole / Sud de Sunset)                                                | V6X Richmond Nord | V7X Vancouver (Bentall Centre)        | V8X Saanich Sud                                                        | V9X Cedar                                                         |
| V0Y Non assigné                                                               | V1Y Kelowna Centre     | V2Y Langley Nord-ouest         | V3Y Pitt Meadows                                                            | V4Y Non assigné            | V5Y Vancouver (Ouest de Mount Pleasant / Ouest de Riley Park- Little Mountain)                              | V6Y Richmond Centre | V7Y Vancouver (Pacific Centre)        | V8Y Saanich Nord                                                       | V9Y Port Alberni                                                  |
| V0Z Non assigné                                                               | V1Z Kelowna Ouest      | V2Z Langley Sud-ouest          | V3Z Non assigné                                                             | V4Z Chilliwack Est         | V5Z Vancouver (Est de Fairview / South Cambie)                                                              | V6Z Vancouver (SO Centre-ville)                                                                                           | V7Z Non assigné                       | V8Z Saanich Centre                                                     | V9Z Sooke                                                         |

## Sources
- Géographie - Trouver de l’information par région ou aire géographique, sur Statistique Canada.
- Google Maps (ici un exemple de recherche avec la région de tri d'acheminement V1A)